# Phacellaria tonkinensis
Phacellaria tonkinensis är en tvåhjärtbladig växtart som beskrevs av Paul Lecomte. Phacellaria tonkinensis ingår i släktet Phacellaria och familjen Amphorogynaceae. Inga underarter finns listade i Catalogue of Life.